# Движение китча

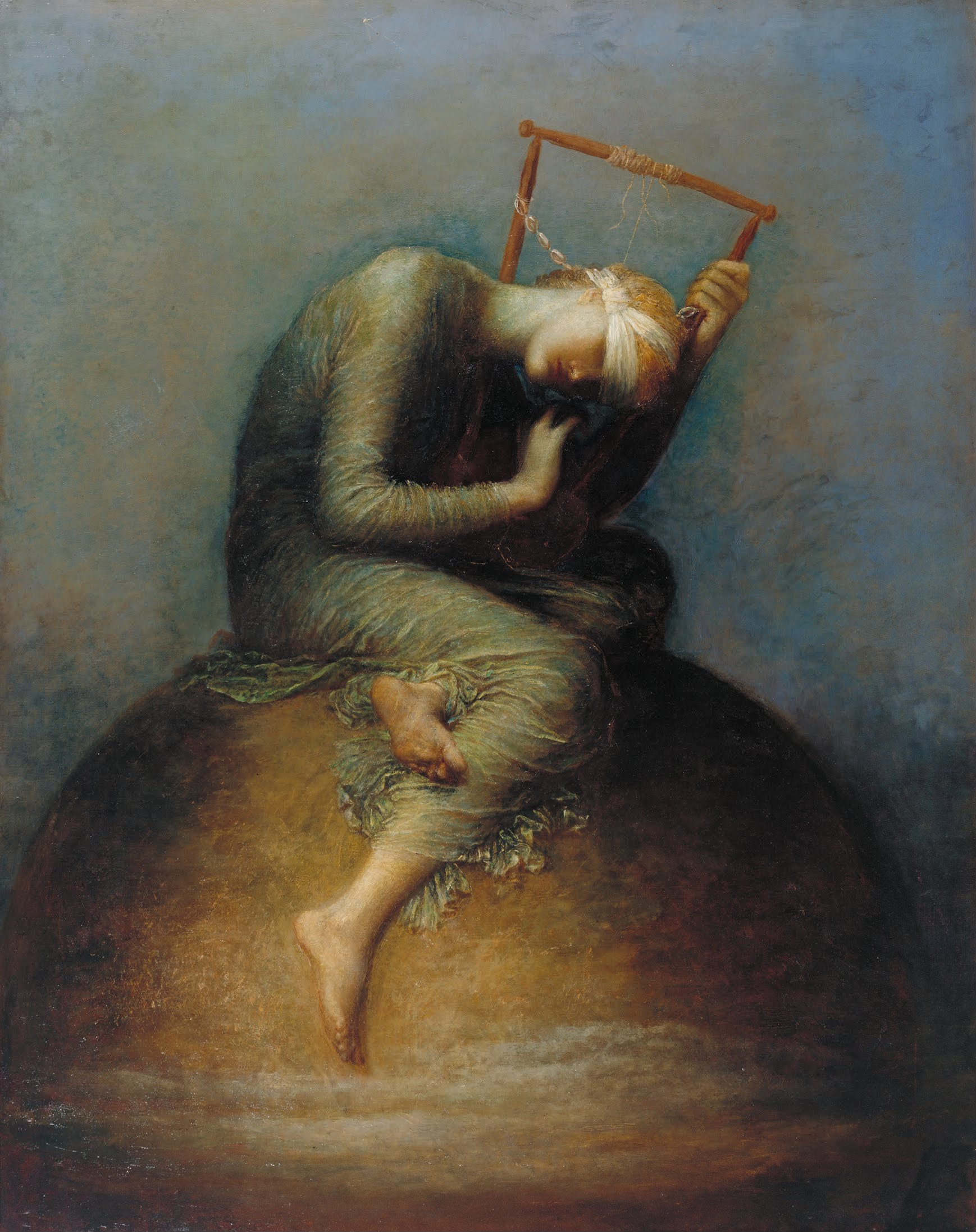
Надежда, Джордж Фредерик Уоттс, 1886.

Движение китча — это международное движение художников, основанное на идеях норвежского художника-фигуративиста Одда Нердрума. Движение определяет китч как синоним древнеримского Ars или древнегреческого Techne. Участники движения воспринимают китч не как противоположность «искусства», а как независимую часть эстетического дискурса, отделенное от искусства в современном понимании. Китч-художники утверждают, что их движение не относится непосредственно к искусству, но является философским течением. Движение китча часто воспринимается как род критики современного искусства и арт-индустрии, однако, по мнению Нердрума и других художников китча, это не являлось их изначальным намерением.

## Зарождение и состав движения
Началом движения китча принято считать речь, произнесенную Оддом Нердрумом на открытии его выставки в Музее современного искусства Аструп-Фернли в Осло 24 сентября 1998. В этой речи Нердрум объявил себя китч-художником (Kitsch Painter), противопоставляя это наименование общепринятому определению художника (artist). Основными участниками движения являются художники, составляющие так называемую «школу Нердрума», а также самостоятельные живописцы, в основном из среды фигуративистов. Среди участников движения можно выделить следующих художников:
- Ян-Ове Тув — ученик и ассистент Одда Нердрума, автор ряда теоретических работ
- Роберто Ферри — итальянский художник, использующий барочные мотивы в своих работах
- Ричард Т. Скотт — американский художник-фигуративист, теоретик эстетики и политический активист
- Роуз Фреймут-Фрэзер

## Философские идеи движения
Философские идеи движения китча основываются на утверждении о том, что современное понятие «искусства» возникло в эпоху Просвещения. До этого, начиная с Древней Греции, термины «ars» и «techne» были синонимами «мастерства и красоты». Понятие искусства как «формы» было впервые использовано Иммануилом Кантом. Его утверждения о том, что прекрасное это воплощение Божественного в конкретных вещах, то есть форма, легли в основу эстетических концепций современной и постмодернистской философии и теории искусства, в которой идея искусства определяется отдельно от ее непосредственного выражения.
Движение китча выступает за то, чтобы вернуть в сферу искусства мастерство исполнения и чувственно воспринимаемую «красоту» произведения, которые в современном искусстве отодвигаются на задний план, в то время как «идеи» и «концепции» становятся главным критерием оценки произведений и размежевания «искусства», как образца «высокой», элитарной культуры и культуры массовой, которая характеризуется безыдейностью и банальностью. Подобным образом определяют китч Жан Бодрийяр и Клемент Гринберг, однако в том понимании искусства, которого придерживаются участники движения это не является отрицательной характеристикой, поскольку китч, в любом понимании этого термина, характеризуется высоким качеством исполнения и своей способностью вызывать эмоции, что часто воспринимается негативно как «патетика». Однако именно этот примат «чувственного» над «рациональным» ставится во главу угла в теоретических работах представителей движения: Одд Нердрум писал по этому поводу следующее:

«Китч — это форма выражения страсти на всех уровнях, а не слуга истины. Напротив, китч относителен религии и истине. Поэтому хорошо написанная Мадонна превосходит ту святость, которую она содержит в себе. Истину же Китч оставляет Искусству. В китче мастерство является решающим критерием качества. Ручная работа раскрывает себя в свете давно установленных норм. Таким образом, Китч не защищен, поскольку нынешние стандарты являются лучшими из когда-либо созданных в истории. Для Пикассо и Уорхола это было по-другому. Они были защищены современными ценностями и до сих пор остаются. Искусство защищено от прошлого, потому что это нечто иное»— [1]

## Выставки
- 2002 Kitsch Katakomben, Haugar Vestfold KunstMuseum, Tonsberg, Norway
- 2002 Raugland Atelier, Stavern, Norway
- 2002 Larvik Kunstforening, Larvik, Norway
- 2004 Kitsch, Telemark Museum, Skien, Norway
- 2005 Kitsch Annuale, Krutthuset, Fredricksvern Verft, Stavern, Norway
- 2006 Kitsch Annuale, Stavern, Norway
- 2008 Kitsch Biennale Pasinger Fabrik, Munich, Germany
- 2009 Kitsch, Krapperup Castle, Sweden
- 2009 Fall Kitsch, Galleri PAN, Oslo, Norway
- 2009 Immortal Works, VASA KONSTHALL, Gothenburg, Sweden
- 2010 Kitsch Biennale, Palazzo Cini, Venice, Italy